# Live Through This
Live Through This — другий студійний альбом американського рок-гурту Hole, що вийшов в 1994 році. Платівка займає 106 місце в списку 500 найкращих альбомів усіх часів за версією журналу «Rolling Stone», а також вважається одним за найкращих гранджових альбомів. 

## Історія створення
В середині дев'яностих рок-гурт Hole був відомий завдяки двом речам: дебютній платівці Pretty on the Inside, а також фронтменці Кортні Лав, дружині фронтмена Nirvana Курта Кобейна. В 1993 році Кобейн та Лав опинились в центрі скандалу через статтю в журналі Vanity Fair, після якої стало відомо, що вони вживали наркотики під час вагітності Лав. Через погане ставлення преси, Лав вирішила назвати наступну платівку Live Through This (англ. Переживи це), взявши цитату з фільму «Звіяні вітром».
Більшу частину матеріалу написала сама Лав, а також гітарист Ерік Ерландсон, барабанщиця Патті Шемел та бас-гітаристка Крістен Пфафф. Під час сесій в студію зазирав і зірковий чоловік Лав, проте внесок Курта Кобейна у цей альбом був мінімальним: він лише виконав деякі партії бек-вокалу. З іншого боку, багато хто вважав Hole гуртом однієї Кортні Лав, проте Ерік Ерландсон наголошував, що і він, і сама Лав дуже не хотіли, щоб інших музикантів вважали просто акомпаніаторами. «Ми — це гурт, і завжди ним були» — казав Ерландсон. Учасники гурту покладали великі надії на цю платівку, тому що хотіли стати чимось більшим, аніж «гурт дружини Курта Кобейна».
За декілька днів до релізу альбому сталась трагедія: Курт Кобейн застрелив себе з гвинтівки. 8 квітня 1994 року його тіло знайшли в будинку Кобейнів, а 12 квітня альбом з'явився в музичних магазинах. Багато хто вважав, що назва платівки була пов'язана зі смертю Кобейна, хоч це було і не так. Так само, люди очікували, що Кобейн приклав руку до пісень Hole, хоча насправді для Лав було важливо щось зробити самостійно: «Я була б до біса гордою, якби сказала, що він щось написав на ньому, але я не дозволила йому. Це було занадто по-йокооновськи для мене. Це як би: „Нічого, чоловіче! У мене є хороший гурт, мені не потрібна твоя допомога“».

## Зміст альбому
На відміну від попередньої платівки гурту, другий альбом був записаний з іншими музикантами (залишився лише Ерік Ерландсон), через що його звучання помітно відрізнялося: «від Pretty on the Inside, який був атональним та містив чудову лірику, до крутезних пісень, яким ти можеш підспівувати». Кортні Лав намагалась створити не панківський альбом, а пісні, які були б схожими на творчість Nirvana, комерційно привабливий альтернативний рок. Хоча Кобейн і майже не брав участі в запису, проте загальна динаміка пісень була подібною до Nevermind, який свого часу познайомив весь світ з сіетлською музикою. Пісні будувались на протиставленні повільних та швидких фрагментів та базувались на потужних гітарних акордах, під акомпанемент яких мелодійно співала Лав, об'єднуючи рок- та попмузику. На сайті AllMusic писали, що платівка стала однією з небагатьох альбомів того часу, який «правильно використав формулу, що складалась із набору захопливих хуків та мелодій, які зберігали силу навіть попри те, що слідували передбачуваним гранджовим шаблонам».
В текстах пісень були присутні феміністичні теми, яких Кортні Лав торкалась і раніше. Проте найбільш разючими були ті тексти, в яких вона нібито передбачувала смерть чоловіка. Першим хітом стала «Miss World», написана ще в 1992 році, коли з гурту пішли Джил Емері та Каролін Рю. «Doll Parts», що потрапила до п'ятірки найкращіх пісень сучасного радіо, була написана після знайомства з Куртом Кобейном. Третьою популярною піснею стала «Violet», присвячена «колишньому» Лав — фронтмену Smashing Pumpkins Біллі Коргану.

## Критичні відгуки
Музичні критики дуже позитивно оцінили нову роботу Hole. В Chicago Tribune платівку назвали «квантовим стрибком» у порівнянні з попереднім альбомом, який був «жіночим маніфестом, надто потворним зовні, щоб вразити широкий загал». На сайті Entertainment Weekly відзначили, що на сцені існують і інші жінки з електрогітарами, як то PJ Harvey чи The Breeders, які не гірші за Лав в музикальному плані, проте харизматичність та ставлення до життя фронтменки Hole роблять з неї справжню зірку. Девід Фріке (Rolling Stone) закликав забути про численні скандали, які оточували Кортні Лав протягом останніх трьох років, та признати, що новий альбом Hole завдяки божевільному голосінню співачки, та гнівним гітарам та барабанам, є «винятковим матеріалом, вибухом праведного обурення, що спалює все після себе, диким та переконливим». На сайті Spin платівку назвали першим чудовим маніфестом руху riot grrrl, а також «радісним супутником нірванівського In Utero, або навіть найкрутішим слембуком, який коли-небудь виходив на великому лейблі в постфеміністичну, постнірванівську еру альтернативного року».
Live Through This входить до списку 500 найкращих альбомів усіх часів за версією журналу «Rolling Stone». В рейтингу 2020 року платівка посідає 106 місце. Оглядач нагадав про те, що за тиждень до виходу цієї проривної роботи Курт Кобейн вбив себе, через що до платівки було звернено увагу всіх ЗМІ. Альбом продемонстрував перехід Кортні Лав від панківських пісень, до більш комерційно успішних, які можна було б транслювати по телебаченню. Попри це, пісні на Live Through This присвячені досить серйозним темам, серед яких смерть, насильство, бадішеймінг та материнська відповідальність.
Друга платівка Hole також вважається одним з найкращих гранджових альбомів. В журналі Rolling Stone її поставили на четверте місце в відповідному спискові, звернувши увагу як на трагічні обставини релізу, так і на важливість платівки для самої Кортні Лав, якій вдалось перетворитись з «лиходійки» на «героїню попкультури». До того ж окрім Курта Кобейна, через три місяці після виходу Live Through This Кортні Лав втратила ще одну близьку людину: її бас-гітаристка Крістен Пфафф вмерла через передозування наркотиків.

## Список композицій
Автор музики і слів Кортні Лав та Ерік Ерландсон. 
| #     | Назва                          | Автор                    | Тривалість |
| ----- | ------------------------------ | ------------------------ | ---------- |
| 1.    | «Violet»                       |                          | 3:24       |
| 2.    | «Miss World»                   |                          | 3:00       |
| 3.    | «Plump»                        |                          | 2:34       |
| 4.    | «Asking for It»                |                          | 3:29       |
| 5.    | «Jennifer's Body»              |                          | 3:42       |
| 6.    | «Doll Parts»                   | Лав                      | 3:31       |
| 7.    | «Credit in the Straight World» | Моксхем                  | 3:11       |
| 8.    | «Softer, Softest»              |                          | 3:28       |
| 9.    | «She Walks on Me»              |                          | 3:24       |
| 10.   | «I Think That I Would Die»     | Лав, Ерландсон, Б'єлланд | 3:36       |
| 11.   | «Gutless»                      |                          | 2:15       |
| 12.   | «Rock Star (Olympia)»          |                          | 2:42       |
| 38:16 |                                |                          |            |

## Учасники запису
| Hole - Кортні Лав — вокал, ритм-гітара - Ерік Ерландсон — соло-гітара - Крістен Пфафф — бас, бек-вокал, фортепіано - Патті Шемел — ударні Запрошені музиканти - Дана Клеттер — додатковий вокал - Курт Кобейн — бек-вокал | Технічний персонал - Пол К. Колдері — продюсер, інженер - Шон Слейд — продюсер, інженер, зведення - Скотт Літт — зведення - Джей Маскіс — зведення - Боб Людвіг — майстерінг | Дизайн - Робін Слоан — артдиректор - Джанет Волсборн — артдиректор - Еллен фон Унверт — фотограф - Френк Родрігес — фотограф - Юрген Теллер — оформлення - Маргарет Мортон — оформлення |

## Сертифікації
| Регіон                                             | Сертифікація | Продажі   |
| -------------------------------------------------- | ------------ | --------- |
| Австралія (ARIA)                                   | Платиновий   | 70 000^   |
| Канада (Music Canada)                              | Платиновий   | 100 000^  |
| Велика Британія (BPI)                              | Золотий      | 100 000^  |
| США (RIAA)                                         | Платиновий   | 1,600,000 |
| ^відвантаження, що базуються лише на сертифікаціях |              |           |